# Sfumato

In der Mona Lisa machte Leonardo da Vinci ausgiebigen Gebrauch von Sfumato, sowohl in Gesicht und Vordergrund, als auch in der Hintergrundlandschaft.

Sfumato (deutsch verraucht, verschwommen) bezeichnet eine Technik in der Ölmalerei, die Konturen nicht mit scharfen zeichnerischen Umrissen darzustellen, sondern sie mit rein malerischen Mitteln weich verschwimmen zu lassen und alles mit Weichheit zu umgeben. Auch Hintergründe wie Landschaften können so in einen nebligen Dunst gehüllt erscheinen. Als Erfinder dieser Maltechnik gilt Leonardo da Vinci (1452–1519), der besonders im Spätwerk einen sfumato gearbeiteten Farbauftrag über seine Darstellungen legte und den Begriff prägte.

## Technik
Leonardo erreichte den Eindruck einer verschleierten Atmosphäre, indem er über den meist in dunklem Ocker ausgeführten Malgrund dünne, mit Weiß vermengte Lasurschichten legte und damit eine durchschimmernde, gebrochene Farbtönung erzeugte. Dabei verteilte er mit feinstem Pinselstrich den Farbauftrag derart, dass die Umrisse der Motive scheinbar ineinander fließen. Das entsprechende, in der Natur sichtbare Phänomen ist ein Bestandteil der Luftperspektive: Weit entfernte Dinge erscheinen meist undeutlicher, blasser und heller – außer bei guter Fernsicht.

## Verwendung
Die Technik eines Sfumato wendeten außer Leonardo im Anschluss verschiedene Künstler an, doch nicht alle in gleicher Weise. Es gehört zum Stil – manchmal auch nur zu einer Stilphase – einiger herausragender Maler, die eine Vorliebe für lyrisch-poetische, idyllische Stimmungen hatten. Sehr gerne wurde es bei Madonnenbildern und Darstellungen religiöser Motive wie Engeln oder der heiligen Familie eingesetzt, um den Eindruck einer Atmosphäre von Lieblichkeit und idealer Schönheit zu schaffen. Gelegentlich wird auch eine geheimnisvoll wirkende Stimmung erzielt, wie bei Leonardos Salvator Mundi oder der Mona Lisa.

Zu den bedeutendsten Künstlern, die für eine teilweise ausgiebige Verwendung von Sfumato bekannt sind, gehören: Giorgione (1478–1510), Andrea del Sarto (1486–1530), Antonio da Correggio (1489–1534), Federigo Barocci (1535–1612) und einige Schüler Leonardos, besonders Bernardino Luini (um 1480–1531). Später wurde es auch gerne von Murillo (1617–1682) und Watteau (1684–1721) eingesetzt.

Sfumato in Gemälden berühmter Künstler
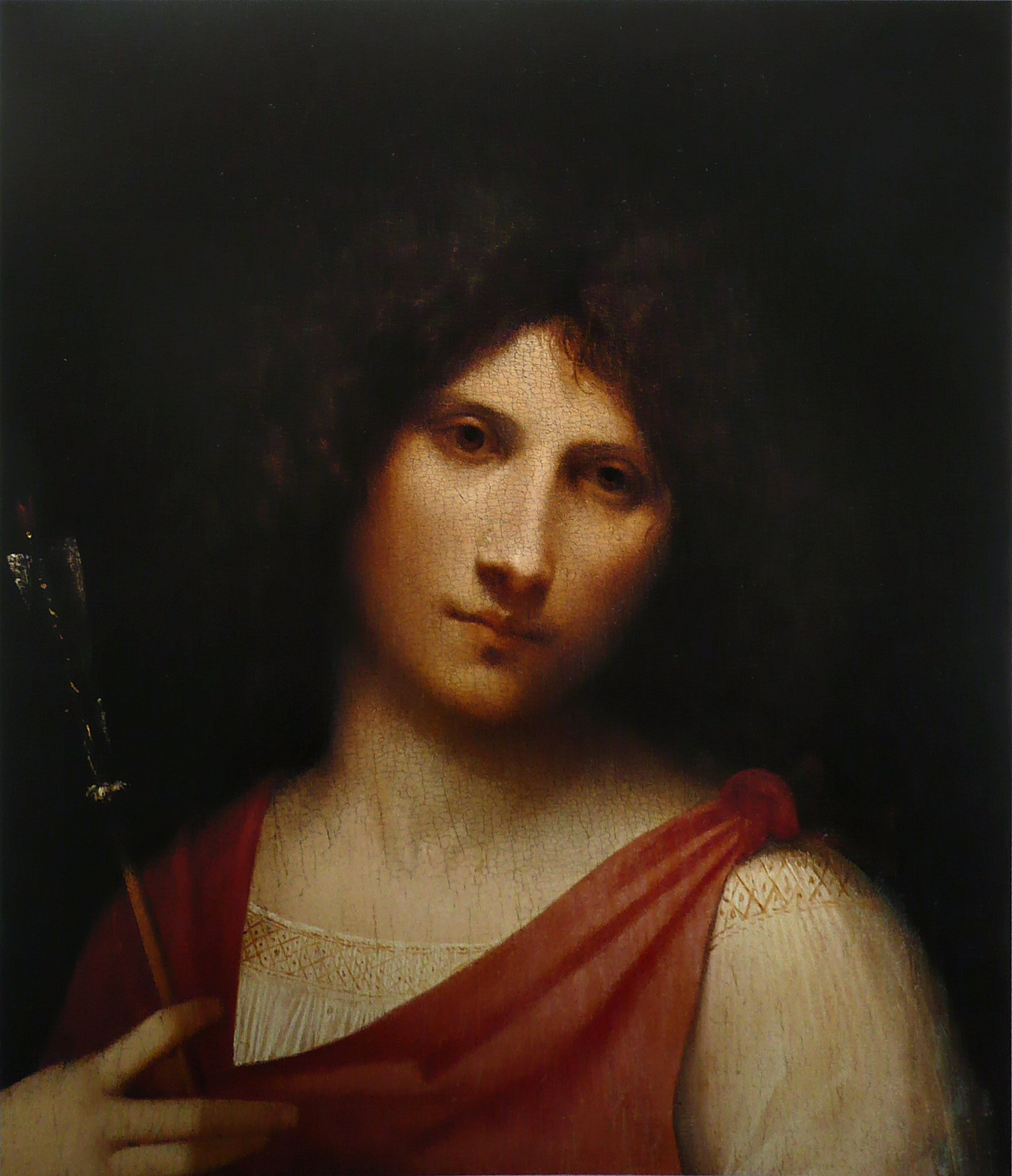
Giorgione: Jüngling mit Pfeil, ca. 1500, KHM, Wien
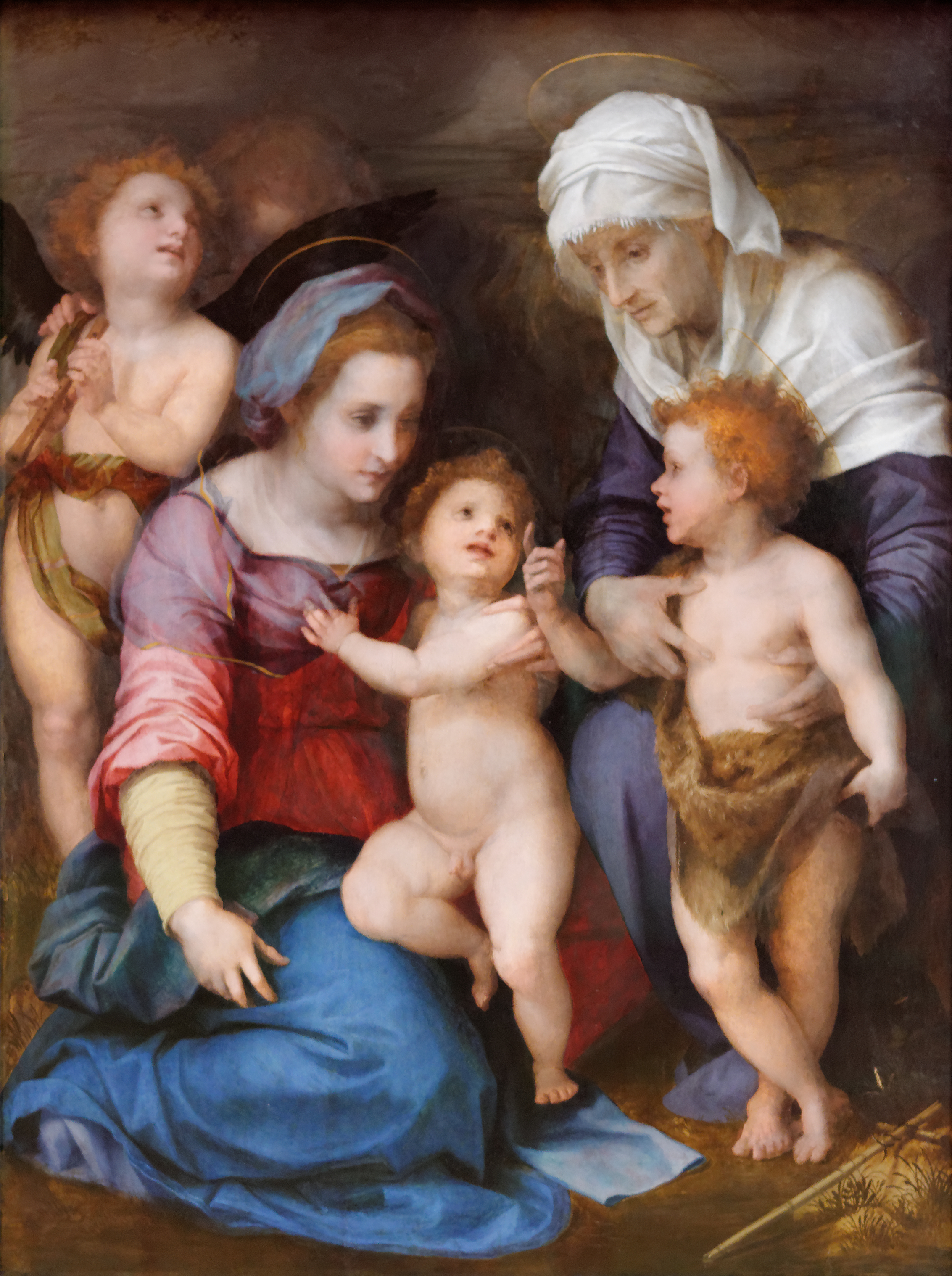
Andrea del Sarto: Madonna mit Kind, dem Johannesknaben, Elisabeth und einem Engel, Alte Pinakothek, München
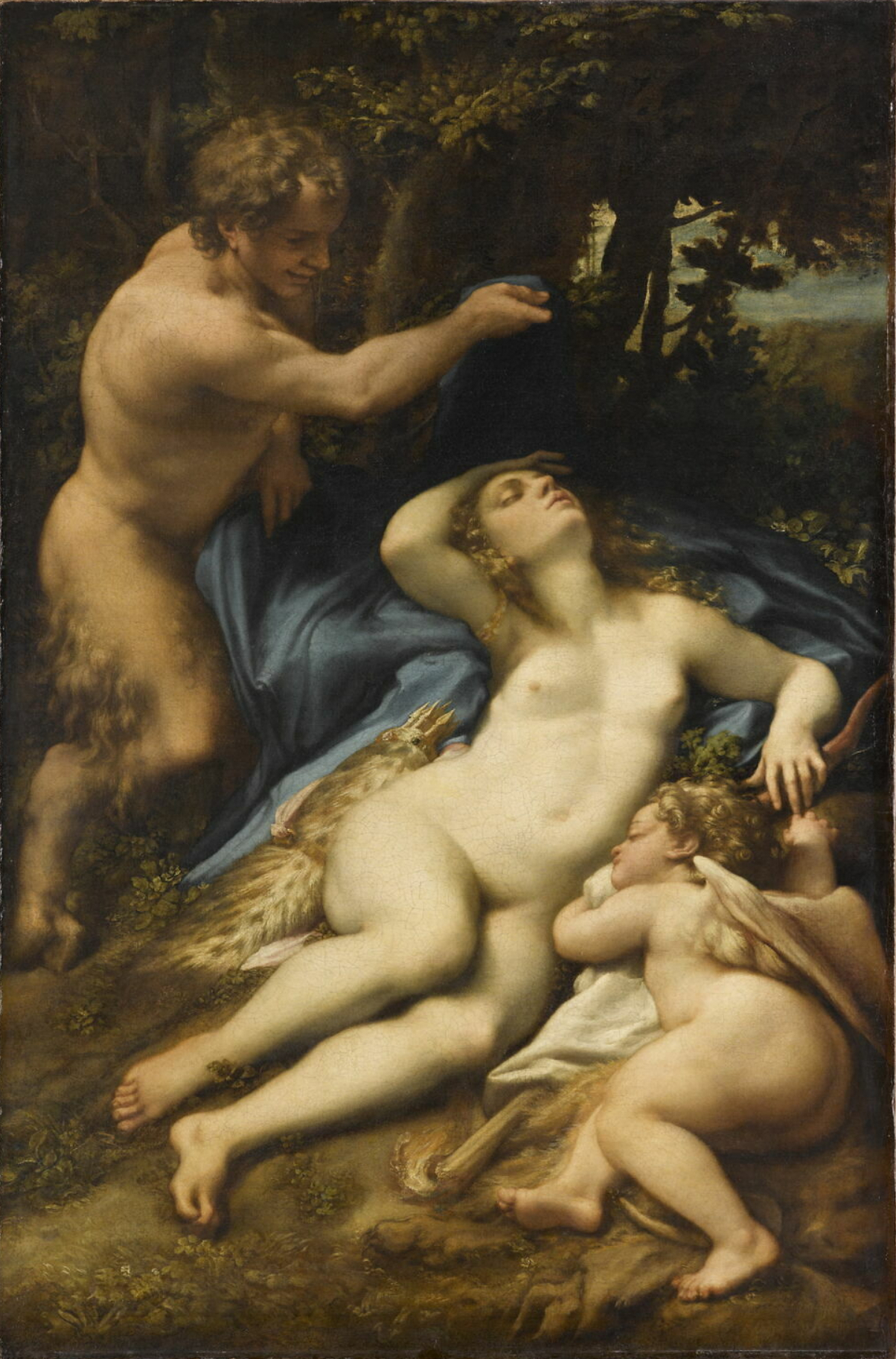
Antonio da Correggio: Venus und Cupido mit einem Satyr, 1524–1525, Louvre, Paris
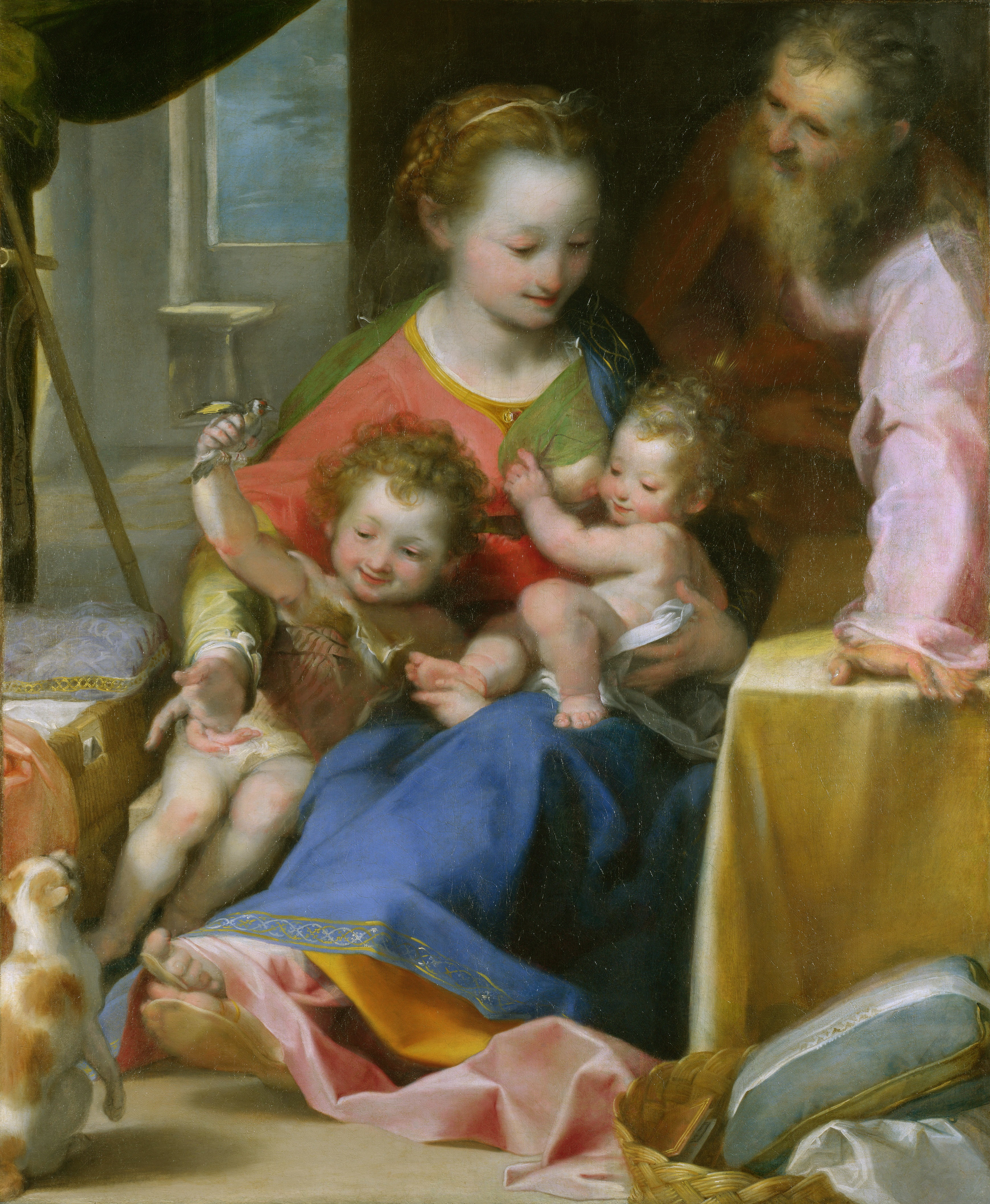
Federico Barocci: Madonna mit dem Kater, ca. 1575, National Gallery, London
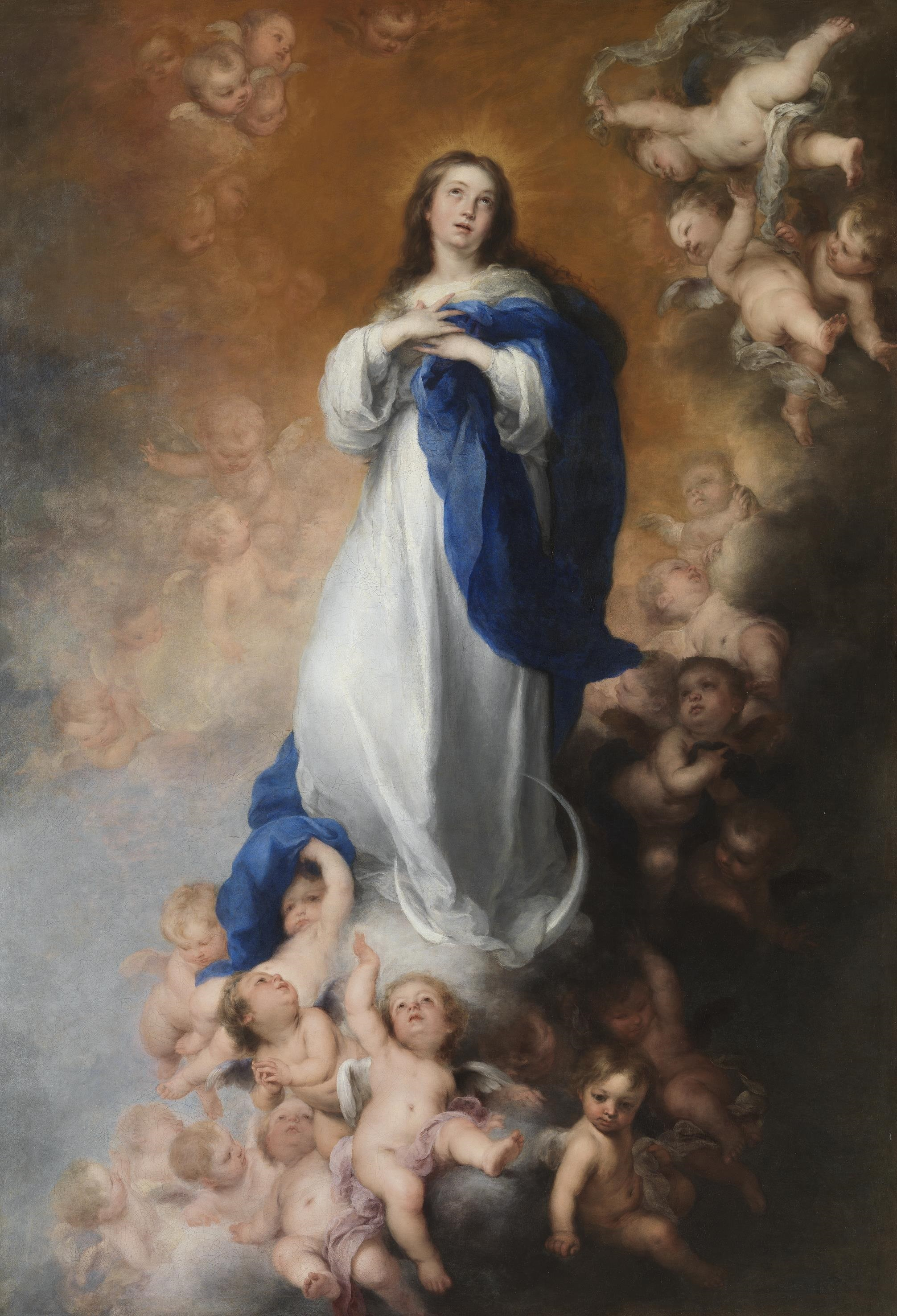
Bartolomé E. Murillo: La Inmaculada de Soult, 1678, Prado, Madrid
Antoine Watteau: Pilgerfahrt nach Kythera, 1717, Louvre, Paris

## Sfumato in der zeitgenössischen Kunst
Die Kunst Arik Brauers liefert ähnliche Beispiele in der modernen Malerei; wobei Brauer nicht die Konturen der Landschaft im Hintergrund, sondern vor allem die Figuren im Vordergrund weich zeichnet. In der künstlerischen Fotografie bediente sich u. a. David Hamilton dieses Stilmittels, das er mittels Reduktion der Schärfentiefe erzeugt und auf die gesamte Bildfläche seiner erotischen Fotografien angewendet hat.